# Ia Hrú
Ia Hrú là một xã thuộc tỉnh Gia Lai, Việt Nam.
Xã Ia Hrú có diện tích 39,51 km², dân số năm 1999 là 7.199 người, mật độ dân số đạt 182 người/km².